# Население Самарской области
Численность населения области по данным Росстата составляет 3 112 566 чел. (2025). Плотность населения — 58,11 чел./км2 (2025). Городское население — 
80,92 % (2022).

## Динамика численности
| 1851       | 1897       | 1926       | 1928       | 1937       | 1959       | 1970       | 1979       | 1987       |
| ---------- | ---------- | ---------- | ---------- | ---------- | ---------- | ---------- | ---------- | ---------- |
| 1 304 218  | ↗2 751 336 | ↘2 413 403 | ↗2 491 700 | ↗3 948 246 | ↘2 258 359 | ↗2 750 926 | ↗3 092 866 | ↗3 264 000 |
| 1989       | 1990       | 1991       | 1992       | 1993       | 1994       | 1995       | 1996       | 1997       |
| ↗3 265 586 | ↘3 236 370 | ↗3 247 267 | ↗3 253 228 | ↗3 268 767 | ↗3 278 648 | ↗3 300 594 | ↗3 306 798 | ↘3 305 543 |
| 1998       | 1999       | 2000       | 2001       | 2002       | 2003       | 2004       | 2005       | 2006       |
| ↘3 304 284 | ↘3 302 566 | ↘3 291 598 | ↘3 275 823 | ↘3 239 737 | ↘3 235 699 | ↘3 217 620 | ↘3 201 272 | ↘3 189 003 |
| 2007       | 2008       | 2009       | 2010       | 2011       | 2012       | 2013       | 2014       | 2015       |
| ↘3 178 577 | ↘3 172 787 | ↘3 171 446 | ↗3 215 532 | ↘3 215 311 | ↘3 214 065 | ↘3 213 289 | ↘3 211 187 | ↗3 212 676 |
| 2016       | 2017       | 2018       | 2019       | 2020       | 2021       | 2022       | 2023       | 2024       |
| ↘3 205 975 | ↘3 203 679 | ↘3 193 514 | ↘3 183 038 | ↘3 179 532 | ↘3 172 925 | ↘3 164 384 | ↘3 142 683 | ↘3 127 842 |
| 2025       |            |            |            |            |            |            |            |            |
| ↘3 112 566 |            |            |            |            |            |            |            |            |

Население Самарской области на 1 января 2024 год — 3 127 842.

## Демография
| Рождаемость (число родившихся на 1000 человек населения) | Рождаемость (число родившихся на 1000 человек населения) | Рождаемость (число родившихся на 1000 человек населения) | Рождаемость (число родившихся на 1000 человек населения) | Рождаемость (число родившихся на 1000 человек населения) | Рождаемость (число родившихся на 1000 человек населения) | Рождаемость (число родившихся на 1000 человек населения) | Рождаемость (число родившихся на 1000 человек населения) | Рождаемость (число родившихся на 1000 человек населения) |
| 1970                                                     | 1975                                                     | 1980                                                     | 1985                                                     | 1990                                                     | 1995                                                     | 1996                                                     | 1997                                                     | 1998                                                     |
| -------------------------------------------------------- | -------------------------------------------------------- | -------------------------------------------------------- | -------------------------------------------------------- | -------------------------------------------------------- | -------------------------------------------------------- | -------------------------------------------------------- | -------------------------------------------------------- | -------------------------------------------------------- |
| 15,2                                                     | ↗15,9                                                    | ↘14,9                                                    | ↗15,5                                                    | ↘12,2                                                    | ↘8,6                                                     | ↘8                                                       | ↘7,7                                                     | ↗7,8                                                     |
| 1999                                                     | 2000                                                     | 2001                                                     | 2002                                                     | 2003                                                     | 2004                                                     | 2005                                                     | 2006                                                     | 2007                                                     |
| ↘7,5                                                     | ↗7,8                                                     | ↗8,1                                                     | ↗9,2                                                     | ↗9,8                                                     | ↗10,1                                                    | ↘9,7                                                     | ↗10,1                                                    | ↗10,7                                                    |
| 2008                                                     | 2009                                                     | 2010                                                     | 2011                                                     | 2012                                                     | 2013                                                     | 2014                                                     |                                                          |                                                          |
| ↗11,4                                                    | ↗11,5                                                    | ↗11,6                                                    | ↘11,5                                                    | ↗12,1                                                    | ↗12,3                                                    | ↗12,6                                                    |                                                          |                                                          |

| Смертность (число умерших на 1000 человек населения) | Смертность (число умерших на 1000 человек населения) | Смертность (число умерших на 1000 человек населения) | Смертность (число умерших на 1000 человек населения) | Смертность (число умерших на 1000 человек населения) | Смертность (число умерших на 1000 человек населения) | Смертность (число умерших на 1000 человек населения) | Смертность (число умерших на 1000 человек населения) | Смертность (число умерших на 1000 человек населения) |
| 1970                                                 | 1975                                                 | 1980                                                 | 1985                                                 | 1990                                                 | 1995                                                 | 1996                                                 | 1997                                                 | 1998                                                 |
| ---------------------------------------------------- | ---------------------------------------------------- | ---------------------------------------------------- | ---------------------------------------------------- | ---------------------------------------------------- | ---------------------------------------------------- | ---------------------------------------------------- | ---------------------------------------------------- | ---------------------------------------------------- |
| 8,2                                                  | ↗9,1                                                 | ↗10,1                                                | ↗10,7                                                | ↗11                                                  | ↗14,8                                                | ↘14,3                                                | ↘13,4                                                | ↗13,6                                                |
| 1999                                                 | 2000                                                 | 2001                                                 | 2002                                                 | 2003                                                 | 2004                                                 | 2005                                                 | 2006                                                 | 2007                                                 |
| ↗15,1                                                | ↗16,4                                                | ↘16,3                                                | →16,3                                                | ↗16,4                                                | ↘16,2                                                | →16,2                                                | ↘15,7                                                | ↘15,3                                                |
| 2008                                                 | 2009                                                 | 2010                                                 | 2011                                                 | 2012                                                 | 2013                                                 | 2014                                                 |                                                      |                                                      |
| →15,3                                                | ↘14,8                                                | ↗15,2                                                | ↘14,4                                                | ↘13,9                                                | ↗14,4                                                | ↘14,3                                                |                                                      |                                                      |

| Естественный прирост населения (на 1000 человек населения, знак (-) означает естественную убыль населения) | Естественный прирост населения (на 1000 человек населения, знак (-) означает естественную убыль населения) | Естественный прирост населения (на 1000 человек населения, знак (-) означает естественную убыль населения) | Естественный прирост населения (на 1000 человек населения, знак (-) означает естественную убыль населения) | Естественный прирост населения (на 1000 человек населения, знак (-) означает естественную убыль населения) | Естественный прирост населения (на 1000 человек населения, знак (-) означает естественную убыль населения) | Естественный прирост населения (на 1000 человек населения, знак (-) означает естественную убыль населения) | Естественный прирост населения (на 1000 человек населения, знак (-) означает естественную убыль населения) | Естественный прирост населения (на 1000 человек населения, знак (-) означает естественную убыль населения) | Естественный прирост населения (на 1000 человек населения, знак (-) означает естественную убыль населения) |
| 1970 | 1975 | 1980 | 1985 | 1990 | 1995 | 1996 | 1997 | 1998 | 1999 |
| --- | --- | --- | --- | --- | --- | --- | --- | --- | --- |
| 7 | ↘6,8 | ↘4,8 | →4,8 | ↘1,2 | ↘−6,2 | ↘−6,3 | ↗−5,7 | ↘−5,8 | ↘−7,6 |
| 2000 | 2001 | 2002 | 2003 | 2004 | 2005 | 2006 | 2007 | 2008 | 2009 |
| ↘−8,6 | ↗−8,2 | ↗−7,1 | ↗−6,6 | ↗−6,1 | ↘−6,5 | ↗−5,6 | ↗−4,6 | ↗−3,9 | ↗−3,3 |
| 2010 | 2011 | 2012 | 2013 | 2014 | | | | | |
| ↘−3,6 | ↗−2,9 | ↗−1,8 | ↘−2,1 | ↗−1,7 | | | | | |

| Ожидаемая продолжительность жизни при рождении (число лет) | Ожидаемая продолжительность жизни при рождении (число лет) | Ожидаемая продолжительность жизни при рождении (число лет) | Ожидаемая продолжительность жизни при рождении (число лет) | Ожидаемая продолжительность жизни при рождении (число лет) | Ожидаемая продолжительность жизни при рождении (число лет) | Ожидаемая продолжительность жизни при рождении (число лет) | Ожидаемая продолжительность жизни при рождении (число лет) | Ожидаемая продолжительность жизни при рождении (число лет) |
| 1990                                                       | 1991                                                       | 1992                                                       | 1993                                                       | 1994                                                       | 1995                                                       | 1996                                                       | 1997                                                       | 1998                                                       |
| ---------------------------------------------------------- | ---------------------------------------------------------- | ---------------------------------------------------------- | ---------------------------------------------------------- | ---------------------------------------------------------- | ---------------------------------------------------------- | ---------------------------------------------------------- | ---------------------------------------------------------- | ---------------------------------------------------------- |
| 69,7                                                       | ↘69,5                                                      | ↘68,7                                                      | ↘66,3                                                      | ↘65                                                        | ↗65,3                                                      | ↗65,9                                                      | ↗67,4                                                      | ↘67,3                                                      |
| 1999                                                       | 2000                                                       | 2001                                                       | 2002                                                       | 2003                                                       | 2004                                                       | 2005                                                       | 2006                                                       | 2007                                                       |
| ↘65,9                                                      | ↘64,5                                                      | ↗64,7                                                      | ↗65,5                                                      | →65,5                                                      | ↗65,7                                                      | ↗65,9                                                      | ↗66,6                                                      | ↗67,2                                                      |
| 2008                                                       | 2009                                                       | 2010                                                       | 2011                                                       | 2012                                                       | 2013                                                       |                                                            |                                                            |                                                            |
| ↗67,5                                                      | ↗68,2                                                      | ↘68,1                                                      | ↗69                                                        | ↗69,6                                                      | ↘69,4                                                      |                                                            |                                                            |                                                            |

Соотношение мужчин и женщин (данные Росстат)
| Год  | Количество женщин на 1000 мужчин |
| ---- | -------------------------------- |
| 2005 | 1180                             |
| 2010 | 1185                             |
| 2011 | 1186                             |
| 2012 | 1187                             |
| 2013 | 1187                             |
| 2014 | 1186                             |
| 2015 | 1189                             |
| 2016 | 1188                             |
| 2017 | 1187                             |

## Национальный состав
|                           | 1959 чел. | %        | 1979 чел. | %        | 1989 чел. | %        | 2002 чел. | % от всего | % от указав- ших нацио- наль- ность | 2010 чел. | % от всего | % от указав- ших нацио- наль- ность |
| ------------------------- | --------- | -------- | --------- | -------- | --------- | -------- | --------- | ---------- | ----------------------------------- | --------- | ---------- | ----------------------------------- |
| всего                     | 2258359   | 100,00 % | 3093501   | 100,00 % | 3262906   | 100,00 % | 3239737   | 100,00 %   |                                     | 3215532   | 100,00 %   |                                     |
| Русские                   | 1848465   | 81,85 %  | 2587252   | 83,64 %  | 2720171   | 83,37 %  | 2708549   | 83,60 %    | 84,19 %                             | 2645124   | 82,26 %    | 85,55 %                             |
| Татары                    | 74215     | 3,29 %   | 103605    | 3,35 %   | 115280    | 3,53 %   | 127931    | 3,95 %     | 3,98 %                              | 126124    | 3,92 %     | 4,08 %                              |
| Чуваши                    | 101597    | 4,50 %   | 115756    | 3,74 %   | 117914    | 3,61 %   | 101358    | 3,13 %     | 3,15 %                              | 84105     | 2,62 %     | 2,72 %                              |
| Мордва                    | 115328    | 5,11 %   | 117127    | 3,79 %   | 116475    | 3,57 %   | 86000     | 2,65 %     | 2,67 %                              | 65447     | 2,04 %     | 2,12 %                              |
| Украинцы                  | 56497     | 2,50 %   | 78750     | 2,55 %   | 81720     | 2,50 %   | 60727     | 1,87 %     | 1,89 %                              | 42169     | 1,31 %     | 1,36 %                              |
| Армяне                    | 1027      | 0,05 %   | 2216      | 0,07 %   | 4162      | 0,13 %   | 21566     | 0,67 %     | 0,67 %                              | 22981     | 0,71 %     | 0,74 %                              |
| Казахи                    | 7914      | 0,35 %   | 11223     | 0,36 %   | 14233     | 0,44 %   | 14918     | 0,46 %     | 0,46 %                              | 15602     | 0,49 %     | 0,50 %                              |
| Азербайджанцы             | 590       | 0,03 %   | 2226      | 0,07 %   | 6320      | 0,19 %   | 15046     | 0,46 %     | 0,47 %                              | 14093     | 0,44 %     | 0,46 %                              |
| Узбеки                    | 787       | 0,03 %   | 2051      | 0,07 %   | 3831      | 0,12 %   | 5438      | 0,17 %     | 0,17 %                              | 11242     | 0,35 %     | 0,36 %                              |
| Белорусы                  | 12599     | 0,56 %   | 19194     | 0,62 %   | 19914     | 0,61 %   | 14082     | 0,43 %     | 0,44 %                              | 9231      | 0,29 %     | 0,30 %                              |
| Башкиры                   | 3380      | 0,15 %   | 6320      | 0,20 %   | 7495      | 0,23 %   | 7885      | 0,24 %     | 0,25 %                              | 7290      | 0,23 %     | 0,24 %                              |
| Таджики                   |           |          | 702       | 0,02 %   | 1598      | 0,05 %   | 4624      | 0,14 %     | 0,14 %                              | 7195      | 0,22 %     | 0,23 %                              |
| Немцы                     | 6175      | 0,27 %   | 10071     | 0,33 %   | 10581     | 0,32 %   | 9569      | 0,30 %     | 0,30 %                              | 6780      | 0,21 %     | 0,22 %                              |
| Цыгане                    | 557       | 0,02 %   | 2684      | 0,09 %   | 4981      | 0,15 %   | 5244      | 0,16 %     | 0,16 %                              | 4875      | 0,15 %     | 0,16 %                              |
| Евреи                     | 20172     | 0,89 %   | 16677     | 0,54 %   | 13572     | 0,42 %   | 6384      | 0,20 %     | 0,20 %                              | 4418      | 0,14 %     | 0,14 %                              |
| Марийцы                   | 460       | 0,02 %   | 3537      | 0,11 %   | 4433      | 0,14 %   | 3889      | 0,12 %     | 0,12 %                              | 2982      | 0,09 %     | 0,10 %                              |
| Грузины                   | 689       | 0,03 %   | 1295      | 0,04 %   | 1973      | 0,06 %   | 3518      | 0,11 %     | 0,11 %                              | 2648      | 0,08 %     | 0,09 %                              |
| Киргизы                   |           |          | 202       | 0,01 %   | 561       | 0,02 %   | 733       | 0,02 %     | 0,02 %                              | 2105      | 0,07 %     | 0,07 %                              |
| Молдаване                 | 1388      | 0,06 %   | 2012      | 0,07 %   | 2609      | 0,08 %   | 2364      | 0,07 %     | 0,07 %                              | 1891      | 0,06 %     | 0,06 %                              |
| Корейцы                   | 275       | 0,01 %   | 647       | 0,02 %   | 564       | 0,02 %   | 1462      | 0,05 %     | 0,05 %                              | 1699      | 0,05 %     | 0,05 %                              |
| Удмурты                   | 290       | 0,01 %   | 1463      | 0,05 %   | 1758      | 0,05 %   | 1608      | 0,05 %     | 0,05 %                              | 1236      | 0,04 %     | 0,04 %                              |
| Лезгины                   |           |          | 249       | 0,01 %   | 674       | 0,02 %   | 1126      | 0,03 %     | 0,03 %                              | 1190      | 0,04 %     | 0,04 %                              |
| Чеченцы                   |           |          | 128       | 0,00 %   | 474       | 0,01 %   | 1193      | 0,04 %     | 0,04 %                              | 970       | 0,03 %     | 0,03 %                              |
| Поляки                    | 1506      | 0,07 %   | 1531      | 0,05 %   | 1400      | 0,04 %   | 1263      | 0,04 %     | 0,04 %                              | 917       | 0,03 %     | 0,03 %                              |
| Езиды                     |           |          |           |          |           |          | 555       | 0,02 %     | 0,02 %                              | 849       | 0,03 %     | 0,03 %                              |
| Осетины                   | 187       | 0,01 %   | 503       | 0,02 %   | 646       | 0,02 %   | 891       | 0,03 %     | 0,03 %                              | 793       | 0,02 %     | 0,03 %                              |
| Туркмены                  |           |          | 311       | 0,01 %   | 1175      | 0,04 %   | 583       | 0,02 %     | 0,02 %                              | 634       | 0,02 %     | 0,02 %                              |
| Греки                     | 189       | 0,01 %   | 385       | 0,01 %   | 492       | 0,02 %   | 660       | 0,02 %     | 0,02 %                              | 545       | 0,02 %     | 0,02 %                              |
| другие                    | 4038      | 0,18 %   | 5307      | 0,17 %   | 6764      | 0,21 %   | 8082      | 0,25 %     | 0,25 %                              | 6706      | 0,21 %     | 0,22 %                              |
| указали национальность    | 2258325   | 100,00 % | 3093424   | 100,00 % | 3261770   | 99,97 %  | 3217248   | 99,31 %    | 100,00 %                            | 3091841   | 96,15 %    | 100,00 %                            |
| не указали национальность | 34        | 0,00 %   | 77        | 0,00 %   | 1136      | 0,03 %   | 22489     | 0,69 %     |                                     | 123691    | 3,85 %     |                                     |

### Города и районы по доле русского населения
По данным переписи населения 2002 года:
- Города:
  - Октябрьск — 91,77 %
  - Чапаевск — 91,56 %
  - Жигулевск — 89,58 %
  - Новокуйбышевск — 89,05 %
  - Кинель — 88,88 %
  - Самара — 88,14 %
  - Сызрань — 87,8 %
  - Отрадный — 83,94 %
  - Тольятти — 83,2 %
  - Похвистнево — 61,73 %
- Районы:
  - Алексеевский — 89,43 %
  - Богатовский — 89,06 %
  - Приволжский — 88,07 %
  - Нефтегорский — 87,84 %
  - Пестравский — 86,66 %
  - Кинель-Черкасский — 85,53 %
  - Безенчукский — 85,52 %
  - Сызранский — 83,7 %
  - Борский — 83,4 %
  - Хворостянский — 82,8 %
  - Красноармейский — 82,16 %
  - Кинельский — 80,98 %
  - Красноярский — 80,68 %
  - Большеглушицкий — 80,66 %
  - Волжский — 80,39 %
  - Сергиевский — 79,64 %
  - Ставропольский — 79,59 %
  - Шигонский — 77,31 %
  - Елховский — 70,00 %
  - Большечерниговский — 62,54 %
  - Кошкинский — 54,5 %
  - Челно-Вершинский — 51,26 %
  - Исаклинский — 36,61 %
  - Похвистневский — 34,98 %
  - Клявлинский — 34,5 %
  - Шенталинский — 25,49 %
  - Камышлинский — 9,4 %

### Татары в Самарской области
Татары проживают в Камышлинском (81 % от населения района), Похвистневском (21,86 %), Шенталинском (19,38 %), Елховском (14,08 %), Челно-Вершинском (12,77 %), Кошкинском (9,73 %), Клявлинском (5,37 %) районах и г. Похвистнево (10,85 % от населения города), 48 татарских населённых пунктов, 29 татарских школ, 36 мечетей (на 1996), медресе «Галия» (Самара). Работают татарский культурный центр «Туган тел» (Самара, Похвистнево, Сызрань), Исламский общественно-политический центр (Тольятти), молодёжная организация «Азатлык», женский клуб «Ак калфак». Издаются газеты «Бердәмлек» (Самара, с 1990), «Азан». Радиопередачи на татарском языке станции «Радио-7 из Самары» (закрыто в 2003), радиопрограмма «Ак бәхет». 15 татарских коллективов художественной самодеятельности, народный ансамбль «Ялкынлы яшьлек» (Самара), «Ялкын» (Тольятти), «Яшьлек» (Камышлинский район), Камышлинский татарский народный театр, фольклорный коллектив «Ак каен»

### Мордва (эрзя и мокша) в Самарской области
Наиболее крупным ареалом расселения эрзян в настоящее время после Республики Мордовия является Самарская область. Эрзяне и мокшане укоренились в Самарском регионе во второй половине XVII в. — середине XVIII в. Основная часть поселялась в сельской местности, занималась земледелием. Согласно переписи 1989 г., здесь проживало 116 475 человек мордвы, большинство из которых составляет эрзяне. Самый высокий процент эрзянского населения в Исаклинском (23,9 %) и Шенталинском (20,9 %) районах (также эрзяне проживают в Клявлинском и Похвистневском районах).

#### Доля распределения эрзян и мокшан в населенных пунктах Самарской области
Данное распределение дано по данным на 1994, основные сведения взяты из труда «Мордва Заволжья»

##### Эрзянское население
- Борский район: Благодаровка, Захаровка, Немчанка.
- Исаклинский район: Владимировка, Ивановка, Лесной, Мордово-Аделяково, Мордово-Ишутино, Нижняя Алексеевка, Новый Байтермиш, Пригорки, Стредняя Алексеевка, Старое Вечканово, Чёрная Речка.
- Кинельский район: Угорье.
- Красноярский район: Молгачи.
- Клявлинский район: Барково, Владимировка, Воскресенка, Горелый Колок, Долгоруково, Елизаветинка, НПС Елизаветинка, Иваново-Подбельское, Ключевка, Красная Елха, Макалауш,Новый Казбулат, Новый Маклауш, Новые Сосны, Ойкино, Петровка, Подгорный Дол, Поляево, Софьино, Средняя Речка, Старый Байтермиш, Старый Маклауш, Старые Сосны, Черемушки, Черемшанка, Урмалеевка.
- Кошкинский район: Городок, Грачевка, Малое Ермаково, Малая, Романовка, Новая Кармала, Степная Шентала.
- Похвистневский район: Активный, Алешкино, Большая Ега, Большой Толкай, Васильевка, Душаевка, Камышовка, Красные Ключи, Малый Толкай, Нижне-Ягодное, Передовка, Смирновский, Средне-Ягодное, Степановка, Лагеревка, Шиповка.
- Сергиевский район: Захаркино, Мордовская Селитьба.
- Челно-Вершинский район: Редкая Береза, Пролетарий, Кереметь, Любовь Труда.
- Шенталинский район: Аделандовка, Андреевка, Багана, Васильевка, Вязовка, Верхняя Хмелевка, Кузминовка, Нижняя Хмелевка, Новое Поле, Новая Шентала, Подлесная Родина, Рыжевой, Сенькино, Старое Суркино, Старая Шентала, Семеново-Шарла, Фадеевка, Чёрная Речка.

##### Мокшанское население
- Волжский район: Торновое, Шелехметь.
- Красноярский район: Старая Бинарадка, Заря.
- Ставропольский район: Верхний Сускан, Бахилово, Красная Дубрава, Новая Бинарадка
- Шигонский район: Луговской, Ульяновский.

##### Смешанное население
- Борский район: Коноваловка (эрз., рус., тадж.)
- Богатовский район: Виловатое (эрз., рус.)
- Большеглушитский район: Малая Глушица (эрз., рус.)
- Волжский район: Подъем-Михайловка (эрз., рус.)
- Исаклинский район: Багряш (эрз., рус.), Исаклы (эрз., русс., чув., тат.), Красный Берег(эрз., чув.), Семь Ключей (эрз., укр.), Соксий (эрз., русс., укр., чув., тат., башк.)
- Клявлинский район: Клявлино (эрз., рус., чув.)
- Красноармейский район: Каменный Брод (эрз., рус.)
- Красноярский район: Большая Каменка (эрз, русс.), Новосемейкино (эрз, русс.), Старосемейкино (эрз, русс.), Шилан (эрз., рус., чув.).
- Похвистневский район: Старый Аманак (эрз, русс.)
- Ставропольский район: Верхнее Санчелеево (м., русс.), Нижнее Санчелеево (м., русс.), Новая Бинарадка (м., русс.), Подстепки (м., русс.), Узюково (м., русс.), Ягодное (м., русс.)
- Челно-Вершинский район: Новое Урметьево (эрз., чув.), Сиделькино (эрз., рус., чув.), Старое Аделяково (эрз., рус.), Старое Эштебенькино (эрз., рус., чув.), Чувашское Урметьево (эрз., чув.)
- Шенталинский район: Тимяшево (эрз., чув.), Шентала (эрз., русс., чув., тат.)

В Самарской области получили широкое распространение национально-смешанные браки, которые не прошли стороной и эрзянское население. Такие браки оформляются с русскими (75,5 %) и дети обычно записаны русскими (78,5 % семей). В какой-то степени такое положение вызвано долгим отсутствием преподавания эрзянского либо мокшанского языков в школах области.
В Самарской области существует три общественных национально-культурных объединения занимающих возрождением и развитием национальных культур эрзя и мокша народов: «Кудо» («Дом») (областного значения), Самарская региональная общественная организация "Мордовский национально-культурный центр «Масторава» и «Лисьмапря» («Родник»)(городское общество). В селе Старая Шентала Шенталинского района открыт музей М. И. Чувашова, в Похвистневском районе существуют музей Серафимы Люлякиной и Артура Моро. В течение 10 лет на волнах «Радио-7 из Самары» выходила радиопрограмма на эрзянском языке, автором которой был эрзянский народный поэт Числав Журавлев, ставший в 1999 году стал лауреатом премии им. Матиаса Кастрена (Финляндия) за вклад в развитие журналистики финно-угорских народов. На данный момент радиопрограмма «Эрзянь кель» («Эрзянский язык»), автором которой является Вера Алексеева, выходит на областном радио ГТРК «Самара».

### Чуваши в Самарской области
Предки чувашей — булгары, издавна заселили плодородные земли бассейнов рек Большой Черемшан, Кондурча , Сок и Кинель. Новое заселение стало возможным после возведения укреплённых постов для защиты от набегов кочевников с «Дикого поля». Крестьяне из чувашских уездов из-за малоземелья переселились в лесостепные районы Самарской губернии.
Сегодня чуваши являются третьим по численности народом Самарской области. Согласно переписи населения 2002 г. в Самарской области проживало 101 тыс. 358 чувашей. Чуваши компактно проживают в Исаклинском (37,77 % от населения района), Шенталинском (34,69 %), Клявлинском (30,6 %), Челно-Вершинском (29,72 %), Кошкинском (27,69 %), Похвистневском (23,25 %), Шигонском (14,51 %), Сергиевском (9,65 %), Большечерниговском (6,18 %), Камышлинском (5,2 %) районах и г. Похвистнево (13,03 % от населения города).
Активно работают Самарское областное чувашское культурно-просветительское общество «Хастар», Самарское областное чувашское культурное общество «Пехиль», Координационный совет чувашских национально-культурных объединений Самарской области, Кошкинский районный чувашский национально-культурный центр «Малалла», Сызранский городской чувашский национальный центр, Тольяттинское городское чувашское культурно-просветительское общество «Шанчок», Чувашский национально-культурный центр «Тован Атол-Родная Волга» (Безенчукский район), Региональная чувашская общественная организация «Улах»

### Башкиры в Самарской области
Башкиры издревле проживали на территории области, что отмечал ещё Ибн Фадлан — арабский путешественник и писатель X века. Башкирами были основаны деревни ныне расположенные на территориях Большечерниговского и Большеглушицкого районов Самарской области (ранее Имелеевская волость Самарской губернии). Они также известны под названием иргизские башкиры, так как большая часть их деревень расположены в долине реки Иргиз.
Самарская земля дала башкирскому народу ряд знаменитых людей.
- Рашит Нигмати (1909—1959) — писатель, родился в деревне Дингезбаево Большечерниговского района.
- Хасан Башар (1901—1938) — писатель, родился в деревне Утякаево Большечерниговского района.
- Хадия Давлетшина (1905—1954) — писательница, родилась в деревне Хасаново Большечерниговского района.
- Губай Давлетшин (1893—1938) — писатель, родился в деревни Ташбулатово (ныне Таш-Кустьяново) Большеглушицкого района.
- Габбас Давлетшин (1892—1937) — филолог, писатель, родился в деревни Ташбулатово (ныне Таш-Кустьяново) Большеглушицкого района.
- Фатима Мустафина (1913—1998, из деревни Дингезбаево) — министр просвещения БАССР (1955—1971).
- Харис Юмагулов (1891—1937, из деревни Хасаново) — один из лидеров Башкирского национального движения, партийный и государственный деятель, председатель Башревкома (1919—1920 гг.)

## Общая карта
Легенда карты (при наведении на метку отображается реальная численность населения):
|  | Областной центр, 1 154 223 чел. |
|  | от 100 000 до 1 000 000 чел.    |
|  | от 20 000 до 100 000 чел.       |
|  | от 10 000 до 20 000 чел.        |
|  | от 5000 до 10 000 чел.          |
|  | от 2000 до 5000 чел.            |